# Bảo tàng Chiến thắng B52
Bảo tàng Chiến thắng B52 trực thuộc Cục Chính trị, Bộ Tư lệnh Thủ đô Hà Nội, là một viện bảo tàng trưng bày các loại vũ khí, khí tài, xác máy bay B52 bị bắn rơi, lưu giữ cả hình ảnh và hiện vật của quân và dân Hà Nội trong trận Điện Biên Phủ trên không năm 1972 với không quân Hoa Kỳ. Bảo tàng này được khánh thành vào ngày 22 tháng 12 năm 1997 và đặt tại 157 phố Đội Cấn, phường Đội Cấn, quận Ba Đình, thành phố Hà Nội.

## Nội dung trưng bày

### Trong nhà
Bảo tàng có 1.200 m² diện tích trưng bày trong nhà. Nội dung trưng bày gồm các phần:
- Phần giới thiệu quá trình xây dựng, chiến đấu và trưởng thành của lực lượng vũ trang Hà Nội qua các thời kỳ.
- Phần trọng tâm về trận "Điện Biên Phủ trên không" qua 12 ngày đêm tháng 12 năm 1972. Những tài liệu, hình ảnh, hiện vật, con số thống kê đã nói lên sự ác liệt của sự kiện: chỉ tính riêng trong 12 ngày đêm cuối tháng 12 năm 1972, Mỹ đã sử dụng 726 lần B52, 3.120 lần máy bay chiến thuật và trút hàng chục nghìn tấn bom đạn xuống miền Bắc. Trong đó, tại Hà Nội, Mỹ đã sử dụng 444 lần B52 (chiếm 61% tổng số lần B52 tham gia cuộc tập kích), hơn 1.000 lần máy bay chiến thuật, ném hơn 1 vạn tấn bom đạn, giết hại 2.380 người và làm bị thương 1.355 người. Bảo tàng cho thấy các hình ảnh cảnh hoang tàn ở Hà Nội sau các đợt oanh tạc khủng khiếp tại các địa danh: Khâm Thiên, Bệnh viện Bạch Mai, ga Hà Nội, v.v.... Đồng thời còn trưng bày các hình ảnh về những chia sẻ cộng đồng với những mất mát đau thương cùng những hình ảnh, hiện vật sinh động về cuộc chiến chấn động địa cầu của quân dân Hà Nội đánh trả quyết liệt các cuộc không kích của Mỹ, bắn rơi 358 máy bay (trong đó có 25 chiếc B52). Tại bảo tàng này có một phòng rất thu hút khách tham quan, đó là sa bàn tổng hợp diễn biến trận "Điện Biên Phủ trên không", diện tích 200 m², có không gian ba chiều (thể hiện địa hình khu vực gồm khu dân cư, các trận địa phòng không, điểm B52 rơi...) và khi phòng này hoạt động, hệ thống ánh sáng, âm thanh, tạo khói và phim video chiếu màn ảnh lớn đã tái tạo những khoảnh khắc lịch sử của Hà Nội.

### Ngoài trời
Bảo tàng còn có khu trưng bày ngoài trời có diện tích 4.000 m², trong đó trưng bày các vũ khí, khí tài mà quân, dân thủ đô đã sử dụng và lập công cùng một số mảnh xác máy bay Mỹ, một xác máy bay B52 có thân dài 48,07 m, sải cánh 56,42 m - bằng chứng hiện thực của Mỹ trong cuộc đánh phá miền Bắc Việt Nam và Hà Nội.
Bảo tàng là nơi sinh hoạt văn hóa của nhiều đối tượng. Bảo tàng đã thu thập hồ sơ các di tích chiến thắng B52 tiêu biểu khác ở Hà Nội, như: di tích ghi dấu ấn của Mỹ ở Khâm Thiên, di tích điểm B52 rơi đầu tiên ở Phù Lỗ, huyện Sóc Sơn; di tích Sở chỉ huy phòng không nhân dân; di tích trận địa phòng không ở phường Bạch Đằng, quận Hai Bà Trưng; các trận địa tên lửa bảo vệ trong 12 ngày đêm năm 1972...